# São Sebastião (Setúbal)
São Sebastião (también, Setúbal) es una freguesia portuguesa situada en el municipio de Setúbal. Según el censo de 2021, tiene una población de 52 627 habitantes.

## Historia
La historia de la freguesia de S. Sebastião comienza el 14 de marzo de 1553 por una «Carta de Desmembração e Separação e Nova Creação de Igrejas Matrizes», promulgada por el Arzobispo de Lisboa, D. Fernando. En su territorio había 361 viviendas diseminadas por las localidades de Palhais, Fontainhas, Fumeiros y Hortas, así como diversas calles situadas en el recinto amurallado medieval, entre el póstigo del Ouvidor y la Porta da Vila.

## Patrimonio
- Iglesia Paroquial de São Sebastião, que es la iglesia del antiguo Convento de São Domingos (incluido parte del claustro)

## Galería de imágenes

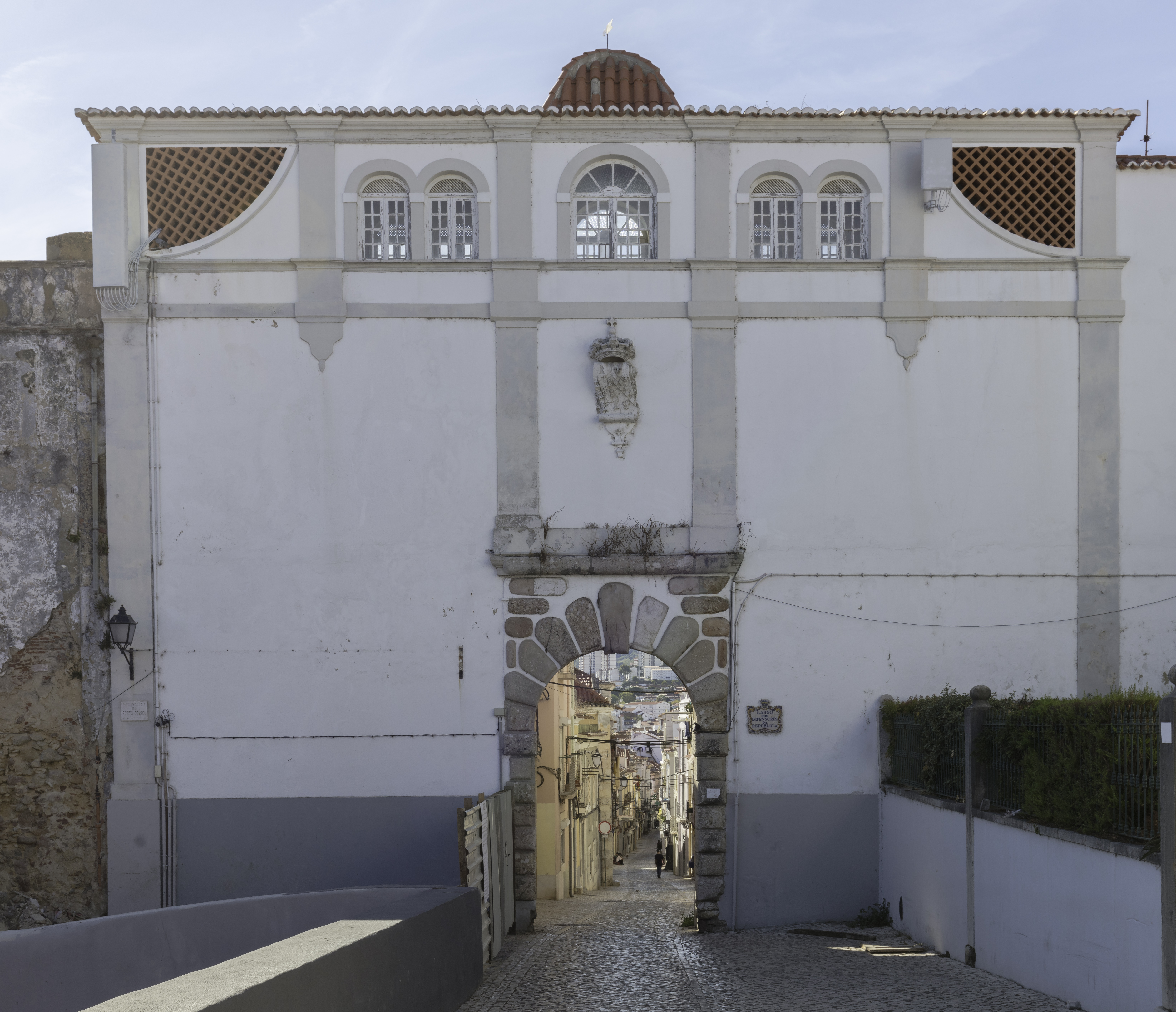
Puerta de San Sebastián.
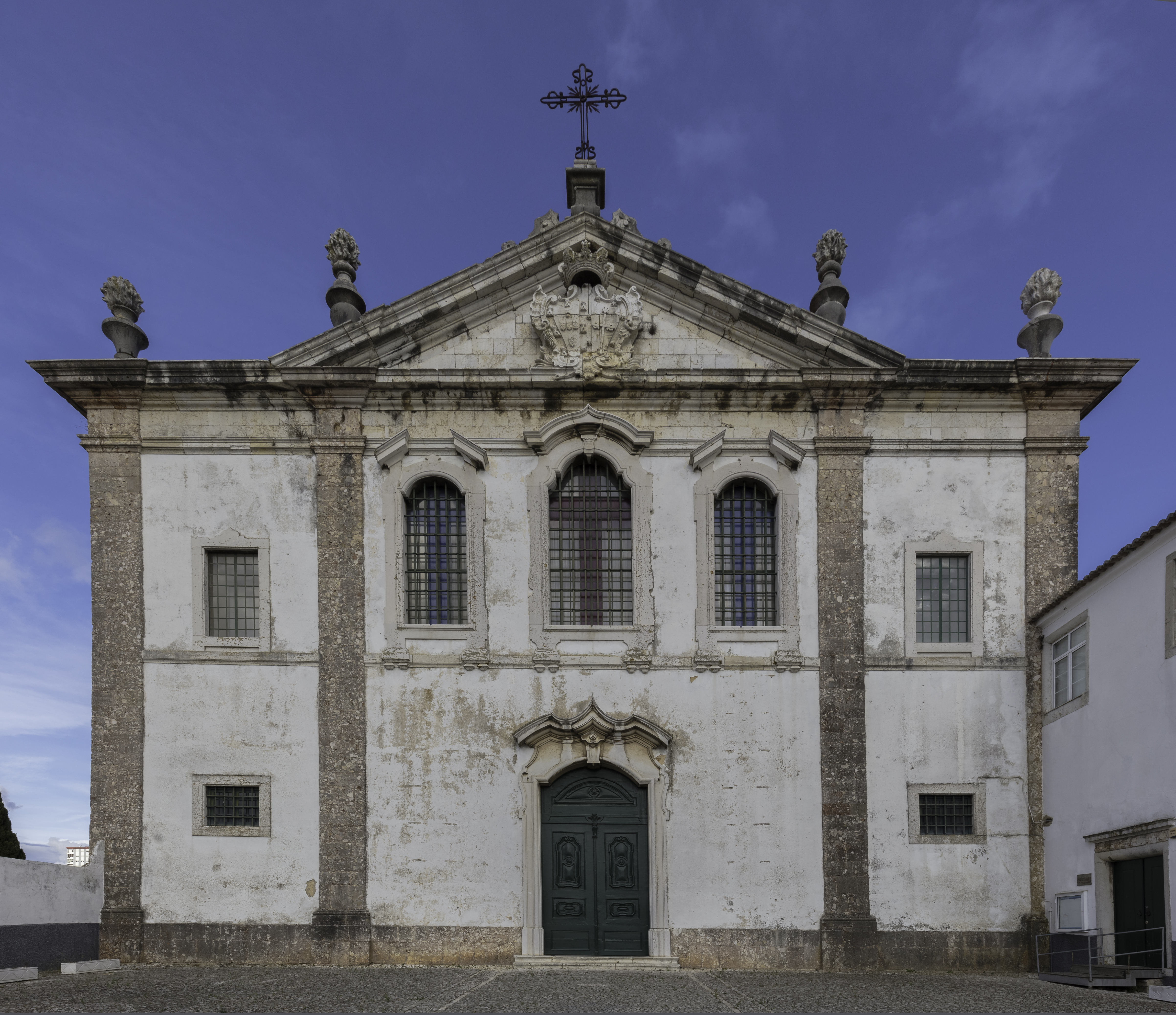
Iglesia de San Sebastián.
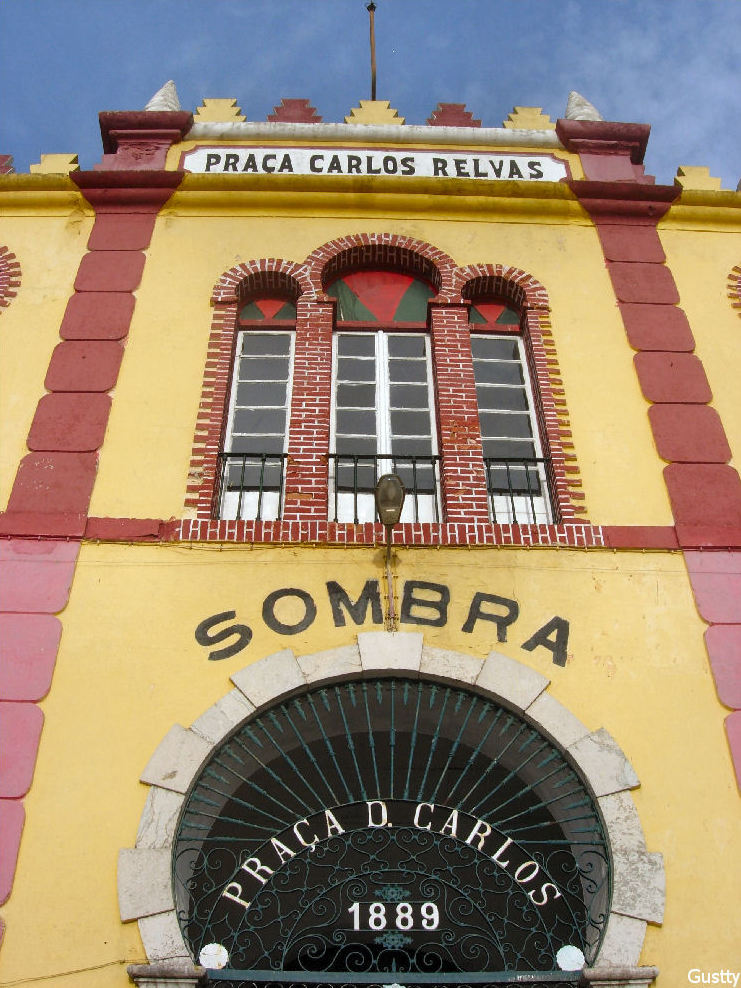
Plaza de toros Carlos Relvas.